# Contre-espionnage (film)

Contre-espionnage (Man on a string) est un film d'espionnage américain d’André de Toth sorti en 1960.

## Synopsis
D’origine russe, Boris Mitrov est un important producteur d’Hollywood, qui par l’un de ses contacts dans le réseau d’espionnage soviétique, réussit à faire sortir son père de Russie. Mais il doit s’expliquer sur ses anciennes relations auprès des américains. Les Services Secrets décident de le mettre à l’épreuve en tant qu’agent double. Alors qu’il tourne un film à Berlin, Boris est interpelé par les services soviétiques. Soumis à un interrogatoire musclé, se pose pour lui le dilemme de satisfaire les uns sans trahir les autres.

## Fiche technique
- Réalisation : André De Toth
- Scénario : John Kafka et Virginia Shaler d'après le roman de Boris Morros et Charles Samuels
- Images : Charles Lawro, Albert Benitz, Gayne Rescher, Pierre Poincarde
- Musique : George Duning
- Montage : Al Clark
- Producteur : Louis de Rochemont pour Columbia
- Distributeur : Columbia
- Procédés : Noir et Blanc 1.85:1 - Son : Mono
- Pays d'origine :  États-Unis
- Genre : Espionnage
- Durée : 88 minutes
- Date sortie : France : avril 1960
- Affiche : Georges Kerfyser (France)

## Distribution
- Ernest Borgnine : Boris Mitrov
- Kerwin Mathews : Bob Avery
- Colleen Dewhurst : Helen Benson
- Alexander Scourby : Colonel Vadja Kubelov
- Glenn Corbett : Frank Sanford
- Hanna Landy : Bess Harris
- Vladimir Sokoloff : Père de Boris Mitrov
- Richard Kendrick : Inspecteur Jenkins
- Friedrich Joloff : Général Chapayev

Acteurs non crédités :
- James T. Callahan : Agent du CBI
- Eve McVeagh : Mme Pusawa